# WanBi Tuấn Anh
Dans ce nom vietnamien, le nom de famille, Nguyễn, précède le nom personnel.
Nguyễn Tuấn Anh, connu sous le nom de scène, WanBi Tuấn Anh, né le 9 janvier 1987 à Hô Chi Minh-Ville où il est mort le 21 juillet 2013, est un acteur et chanteur vietnamien.

## Biographie

### Adolescence et études
Nguyễn Tuấn Anh est né le 9 janvier 1987 à Hô Chi Minh-Ville. Il y grandit avec ses parents ainsi que ses grands-parents et la famille de son oncle. Il a étudié à l'enseignement secondaire Trưng Vương. Autour de ses douze ans, l'inquiétude de sa famille pousse celle-ci à changer de lycée et d'entrer à l'école intermédiaire Bùi Thị Xuan. Bien qu'il reçut une invitation de plusieurs entreprises musicales, il refuse en partie pour se concentrer sur ses examens finaux. Après avoir obtenu son diplôme d'études secondaires, il demande à ses parents d'attendre une année avant de faire ses études sur le design industriel. Selon Wanbi Tuấn Anh, ceci était le point tournant qui l'a amené sur la voie d'une carrière musicale.

### Carrière musicale et cinématographique

#### Ses débuts dans la musique (2005-2008)
Wanbi Tuấn Anh remporte son premier prix de sa carrière est l'impression du visage (Gương mặt ấn tượng) dans une compétition organisé par l'organisation de cinéma d'Hô Chi Minh-Ville en 2005. Un an plus tard, il remporte le prix Hot VTeen par l'organisation VTM. Il participe ensuite au concours Video clip của bạn de HTVC et a impressionné le public avec ses deux chansons Cho em et Từng ngày qua qu'il a composé lui-même.
La chanson Cho em qu'il a composé s'est répandu rapidement après qu'il a posté sur son blog personnel. Bien que l'idée d'être un chanteur professionnel lui est apparu, il ne considère pas que sa voix est exceptionnelle mais il a de l'avantage à être mesure de composer pour des modèles connus des adolescents[Quoi ?]. Il a décidé pendant trois ans de s'essayer au chant et en cas d'échec, il sera de retour à ses études.

#### Wanbi 0901(2008)
Wanbi Tuấn Anh sort son premier album Wanbi 0901 le 17 novembre 2008. Dans le titre de l'album, 0901 fait référence à sa date de naissance. L'album comporte quatre chanson composées par Nguyễn Hồng Thuận, Nguyễn Hải Phong et Liêu Hưng et les cinq autres chansons sont composées par lui-même. Il est composé d'un duo avec la chanteuse vietnamienne Thùy Chi, Cho Em et un autre avec Tóc Tiên, Cơn Mưa Đầu Tiên.

#### Chuyện tình vượt thời gian(2009)
Wanbi Tuấn Anh publie le 8 juin 2009 son deuxième album Chuyện tình vượt thời gian, collaboré avec la chanteuse vietnamienne Tóc Tiên. Wanbi et Tóc Tiên sont considérés comme le plus beau couple de vpop depuis qu'ils ont enregistré la chanson Kem dâu tình yêu de l'album Wanbi 0901 en 2008. L'idée de cet album vient de la suggestion d'un ami lors d'une soirée karaoké pour l'anniversaire d'un ami. Les chansons de l'album a été enregistré au studio du musicien Nguyễn Hải Phong pendant deux mois à la fin de 2008 en raison de l'horaire chargée de Wanbi et Tóc Tiên. Ils ont eu difficile de s'organiser afin de terminer l'enregistrement de l'album avant que Tóc Tiên parte aux États-Unis pour ses études. Le musicien Quốc Bảo a enregistré la dernière chanson de l'album, qui se déroule exactement un jour avant la sortie de l'album Wanbi a commencé sa carrière d'acteur en jouant le rôle du chanteur Thành Phúc dans le film Paradise wedding la même année.

#### Thăng(2010)
Wanbi Tuấn Anh publie son troisième et dernier album le 21 juin 2010. Il a écrit plus de vingt chansons et a pris les dix meilleures chansons qu'il a inclus dans cet album. Le son de l'album a été enregistré pendant plus d'un an. Cette année, il a incarné le rôle du fils de l'écrivain Nam Linh, Minh Quân dans le film d'horreur Phantom School, premier film en 3D qui a marqué le développement du cinéma au Viêt Nam,.

### Décès
Wanbi Tuấn Anh a déclaré en octobre 2012 qu'il souffrait d'une tumeur au cerveau qui s'est propagée sur l'hypophyse et qu'il a découverte en 2008 après que son père fut décédé de la même maladie. En avril, il se rend à Singapour pour se faire opérer de sa tumeur.  Un mois après, sa vue de son œil droit disparaît et souffre d'une amblyopie à son œil gauche.
De nombreux artistes ont organisé des concerts afin d'amasser des fonds pour le traitement de la tumeur du cerveau de Wanbi Tuấn Anh à Hô Chi Minh-Ville. Le clip Cảm ơn de l'actrice et chanteuse vietnamienne Hồ Ngọc Hà a été lancé avec la participation de quinze artistes. Tous les profits du téléchargement de cette chanson ont également été destinés à le soutenir.   
Le 20 juillet 2013, à minuit, sa famille l'a emmené à l'hôpital en raison de sa forte fièvre et de ses difficultés respiratoires. Le 21 juillet 2013, à midi, il cesse soudainement de respirer et en état de mort cérébrale mais son cœur bat toujours. Il décède quatre heures plus tard.

## Obsèques
Les obsèques de Wanbi Tuấn Anh eurent lieu le mercredi 24 juillet 2013, tout près de son domicile à Hô Chi Minh-Ville, en présence notamment de sa mère et de sa cadette, Quỳnh Mi. De nombreux artistes se sont rassemblés à la cérémonie tels que Nam Cường, Tóc Tiên, Ốc Thanh Vân, Phạm Quỳnh Anh, Minh Tuấn ainsi que ses fans. Ses cendres ont été dispersés dans la rivière de Saïgon à côté du pont Phú Mỹ.

## Discographie

### Albums studio
- 2008 : Wanbi 0901
- 2009 : Chuyện tình vượt thời gian (en collaboration avec Tóc Tiên)
- 2010 : Thăng

### Compilations
- 2014 : Nụ cười còn mãi

### Singles
- 2010 : Vụt mất
- 2010 : Dấu vết
- 2012 : Cảm ơn

## Filmographie
- 2009 : Paradise wedding (Áo cưới thiên đường) de Nguyễn Duy Võ Ngọc : Thành Phúc
- 2010 : Phantom School (Bóng ma học đường) de Lê Bảo Trung : Minh Quân